# Comuna Ploske, Brovarî
Ploske (în ucraineană Плоске) este o comună în raionul Brovarî, regiunea Kiev, Ucraina, formată din satele Perșotravneve și Ploske (reședința).

## Demografie
Componența lingvistică a comunei Ploske
     Ucraineană (97,55%)
     Rusă (2,01%)
     Alte limbi (0,44%)
Conform recensământului din 2001, majoritatea populației comunei Ploske era vorbitoare de ucraineană (97,55%), existând în minoritate și vorbitori de rusă (2,01%).